# Molkwerum
Molkwerum – wieś w Holandii, w prowincji Fryzja, nad brzegiem jeziora IJsselmeer. Miejscowość w 2017 roku liczyła 390 mieszkańców. Miejscowość jest oddalona o około 22 km w linii prostej od miasta Sneek i o około 20 km w linii prostej od miasta Lemmer.